# HAT-P-7b
HAT-P-7bとは、はくちょう座の方角にある太陽系外惑星である。スペクトル型がF6Vの恒星HAT-P-7（別名GSC 03547-01402）を公転しており、ホット・ジュピターに分類されている。
HAT-P-7bは半径0.038天文単位の軌道を2.2日かけて一周している。質量と半径はそれぞれ木星の1.8倍と1.4倍で、恒星から強い日射を受けるため、昼側の半球は2,730Kの高温に達すると考えられている。また、恒星の自転と逆方向に公転していることが明らかになっている。

## 観測
HAT-P-7bは、2008年にHATネットによって食検出法（トランジット法）を用いて発見された。
HAT-P-7bは2009年に打ち上げられた太陽系外惑星探査機ケプラーの観測視野に含まれ、性能の確認も兼ねて観測が行われている。ケプラーは従来より高い精度で惑星の通過を確認し、恒星による惑星の掩蔽や、通過・掩蔽外における光度変化も検出した。これによりHAT-P-7bが恒星の光をよく吸収すること、昼側から夜側の半球への大気の移流が限定的であることが示された。また、ケプラーが地球型惑星を発見するのに十分な感度を持っていることも確かめられた。なおケプラー計画はHAT-P-7bにケプラー2bの別名を与えた。
2009年8月13日、2つの研究チームがHAT-P-7bが逆行軌道を持つことを発表した。これらはロシター効果の観測に基づいている。前日には別のグループが初の逆行惑星WASP-17bを報告しており、HAT-P-7bは2番目に逆行軌道が報告された惑星となった。